# Arne Fröjd
Sven Arne Fröjd, född 12 juli 1918 i Hedesunda församling, Gävleborgs län, död där 27 juli 1983, var en svensk jurist.
Fröjd blev juris kandidat vid Uppsala universitet 1948 och genomförde tingstjänstgöring 1948–1950. Han tjänstgjorde vid länsstyrelsen i Gävleborgs län 1951–1953, i Västernorrlands län 1953–1957, blev förste kanslisekreterare vid inrikesdepartementet 1957, kansliråd där 1961, utnämndes till landssekreterare i Gävleborgs län med fortsatt tjänstgöring i inrikesdepartementet 1966, blev sakkunnig i kommunikationsdepartementet 1967, i civildepartementet 1969, i kommundepartementet 1974 och var länsråd från 1971.